# Rasa de Font Rodona
La Rasa de Font Rodona és un torrent afluent per la dreta de la Rasa de l'Avellanosa. Tot el seu curs el realitza pel terme municipal de Riner, al Solsonès.

## Descripció
Neix a la Camp Gran de la Costa del Reguer, situat a poc menys d'un km al sud-est del Santuari del Miracle. Des de l'inici pren la direcció predominant cap als 7 minuts del rellotge, direcció que mantindrà durant tot el seu curs que va seguint paral·lel per la banda de llevant el camí que mena del Miracle al Solà tot deixant properes a la seva riba esquerra les masies del Fornell, de Vivets i de Cal Poncet.

## Xarxa hidrogràfica
La xarxa hidrogràfica de la Rasa de Font Rodona està integrada per un total de 3 cursos fluvials dels quals 2 són subsidiaris de 1r nivell.
La totalitat de la xarxa suma una longitud de 4.313 m.